# بایسدن، شهرستان لوگان، ویرجینیای غربی
بایسدن (به انگلیسی: Baisden) یک منطقهٔ مسکونی در ایالات متحده آمریکا است که در شهرستان لوگان، ویرجینیای غربی واقع شده است. بایسدن ۲۶۹٫۱۴ متر بالاتر از سطح دریا واقع شده است.